# Cardeur
Un cardeur est un ouvrier qui carde, c'est-à-dire qui démêle des fibres textiles et les peigne à l'aide d'une carde.
Le cardeur passait le plus souvent à partir du printemps pour découdre les matelas, carder les fibres textiles et recoudre les matelas. L'artisan se déplaçait avec sa carde au domicile du client et travaillait le plus souvent à l'extérieur à cause de la poussière dégagée.
C'est un métier que l'on retrouve dans l'Italie médiévale, et particulièrement pendant la révolte des Ciompi, à travers le deuxième nouvel Art, aux côtés des teinturiers, foulons, et tisserands en soie et en draps.

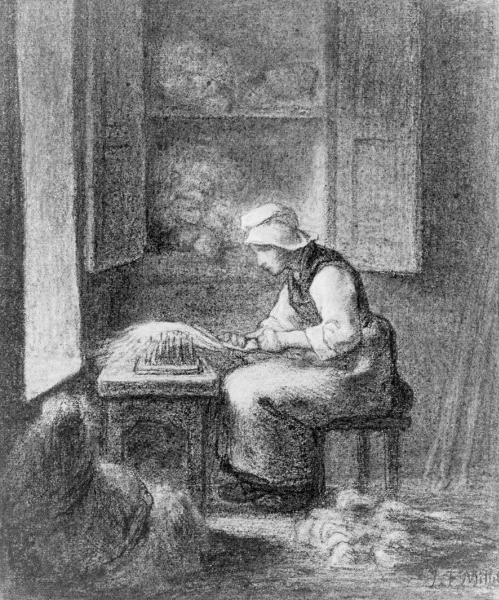
La cardeuse Jean-François Millet - Crayon vers 1854.
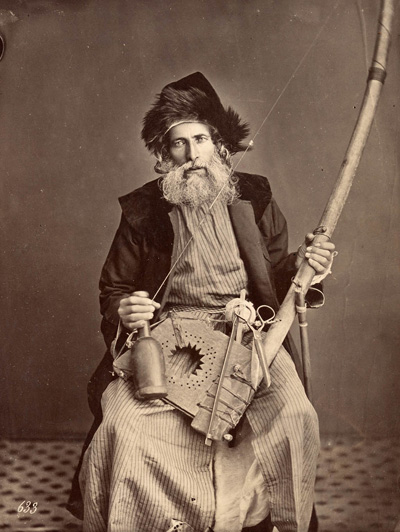
Cardeur de laine à Jérusalem. (photographie par Félix Bonfils, 1880).

## Les outils du cardeur à matelas
- Cardes,
- Auguilles de matgelassier,
- Ficelles à matelas,
- Ciseaux de tailleur,
- Masse ou battoir,
- Cadre ou traiteaux,
- Enfile-faiguille.

## Saint patron

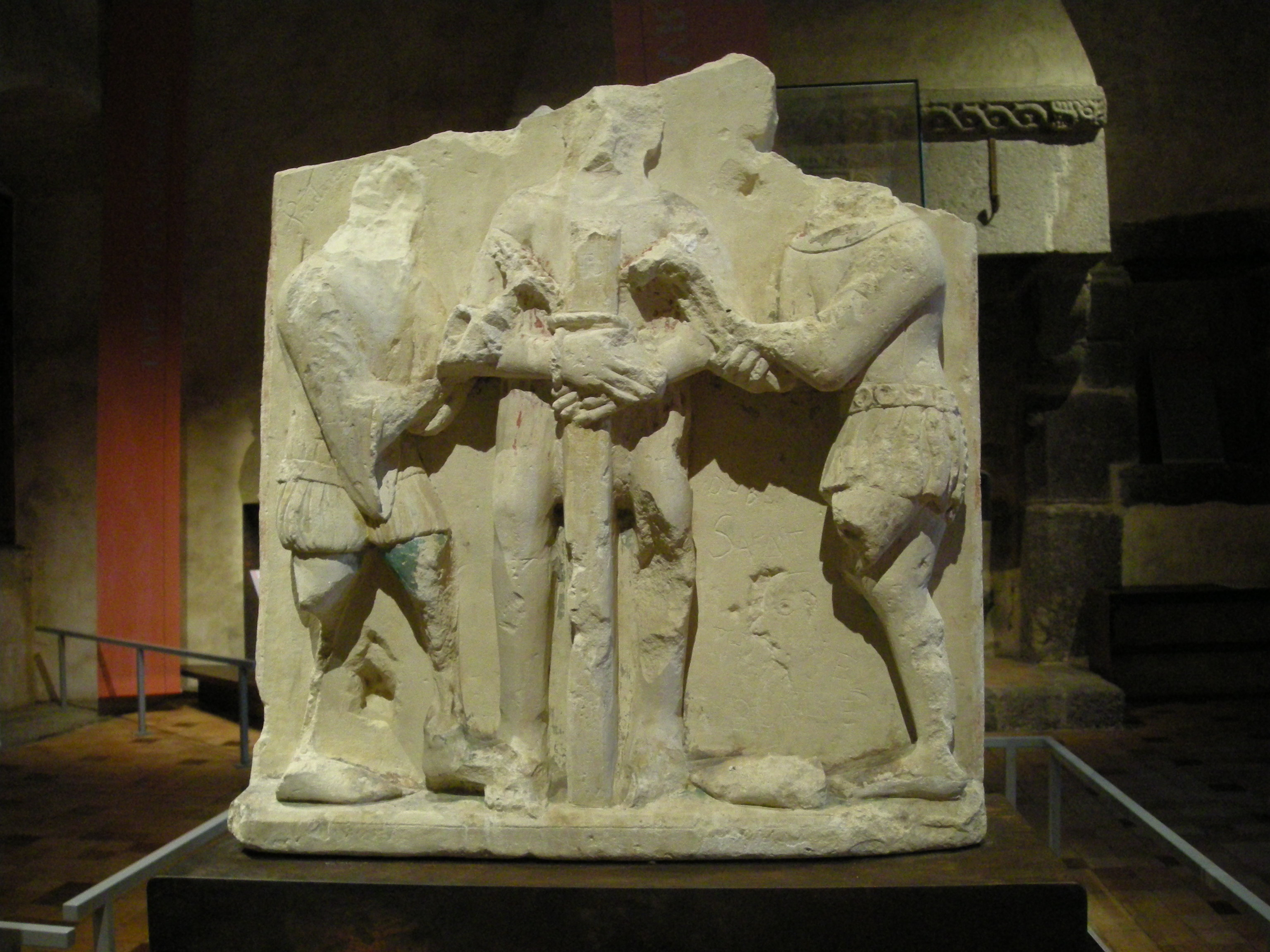
Martyre de saint Blaise (en provenance de la chapelle d'Appeville).

Le saint patron des cardeurs est saint Blaise.